# Bandeira de Codó
A bandeira do município de Codó, juntamente com o brasão e o hino, constituem os símbolos do município de Codó.
A atual composição da bandeira, das cores utilizadas e seus significados são dados pelo artigo 9º da Lei Orgânica Municipal (1990). O projeto da lei municipal foi apresentado pelos vereadores Walter Zaidan Gonçalves Filho e José Alberto Bezerra de Magalhães.

## Simbologia e elementos

### Cores
O preto representa a raça negra predominante no município, donde herdaram tradições, religiões e costumes. O branco representa os europeus que aqui vieram para colonização da terra, trazendo consigo seus hábitos. E o vermelho, a raça indígena já existente no território local, homenageando os índios Guanarés.

### Brasão
O escudo do município (brasão) é dividido em quatro partes. Na parte superior esquerda encontram-se as cinco torres do Castelo do Rei de França, Luis XIII. Superior direita a cruz vermelha de malta, simbolizando o cristianismo no município, com a chegada dos missionários jesuítas. Na parte inferior esquerda há instrumentos representativos da musicalidade africana. A cultura e as tradições folclóricas, o misticismo, nela representada pelo totem, tambor e maracá. Na parte inferior esquerda há um homem de macacão e capacete, representando o extrativismo mineral (cal, calcário, bauxita e gesso).

### Cercaduras do brasão
Lado direito: pé de arroz com cacho maduro, riqueza agrícola; Lado esquerdo: cacho de coco babaçu; Embaixo: faixa azul com nomes e letras brancas, data de emancipação política do município (16 de abril de 1896). Abaixo da faixa: duas folhas de tabaco, produto extinto no município, e três plumas de algodão; Em cima do escudo: a coroa, que indica o reino de Castela e a casa dos Bragança, representando o domínio lusitano e a chegada dos jesuítas.

## Histórico

### Primeira Bandeira (1970)
Nos anos entre 1970 a 1973, na gestão do prefeito Moisés Alves dos Reis, a professora Luiza D'ally Alencar de Oliveira, que na época ocupava o cargo de Secretária Municipal de Educação viu se aproximar mais um aniversário da cidade e descobriu que, mesmo estando acima dos 70 anos de existência e emancipação política, o município ainda não tinha uma bandeira. Com isso decidiu olhar nos arquivos para saber se a cidade tinha uma bandeira uma bandeira oficial, porém não encontrou nada e decidiu criar uma. Foi à São Luís para pesquisar referências, chegando lá, esboçou o slogan, e pintou. Voltando para Codó, hasteou a bandeira no dia do aniversário de 75 anos do município.
Na primeira versão, havia o cruzeiro, que é símbolo do cinquentenário de Codó (erguido na praça da liberdade por ocasião do primeiro congresso eucarístico ocorrido no município). Havia também a representação das palmeiras de coco babaçu e do arroz. As cores era marrom, que representava a terra, o dourado que representava as riquezas naturais, o azul representando o céu, e o branco a paz. No topo do cruzeiro havia uma ave, uma codorna, que deu origem ao nome da cidade em uma das versões mais aceitas sobre a origem da palavra Codó.

### Atual (1990)
O responsável pelo desenho, estudos e pesquisas da bandeira mais recente, é o professor Raimundo Nonato de Sousa, mais conhecido como Dinaná.